# Катува
Катува (Катуваш) (*д/н — бл. 880 до н. е.) — володар-країни міста-держави Каркемиш близько 900—880 роках до н. е.

## Життєпис
Походив з династії сухі. Син володаря-країни (молодшого царя) Сухі II. Ймовірно, на початку йому довелося придушувати повстання. Про це свідчить згадка в написах про походи проти міста Сапісі на Євфраті та фортеці Аваная. Проте на сьогодні розташування цих місць невідоме.
Також остаточно відтіснив від якогось управління великого царя Тудхалію. Про це свідчить той факт, що нащадків останнього, які титулувалися великими царями, навіть не згадано за іменем. Ті поступово перемістилися до міста Нінуві, яке перетворили на свою базу. Зрештою проти Катуви повстали нащадки Тудхалії, які намагалися відвоювати владу, проте у битві біля Кави Катува завдав їм поразки. Ймовірно, відтоді титул великого царя скасовано. Сам Катува став йменуватися царем. Невдовзі мусив також придушити заколот уже власних родичів.
Водночас значну увагу зосередив на відродженні господарства держави (Каркемиш відновив статус потужного посередницького торгівельного центру), розбудові й зміцненні міст, чим продовжив політику свого батька. Під його владою в Каркемиші відбувається культурне піднесення. Помер близько 880 року до н. е. Спадкував йому Санґара.